# Bahnhof Marne-la-Vallée - Chessy
Der Bahnhof Marne-la-Vallée – Chessy liegt in der zur Ville nouvelle Marne-la-Vallée gehörenden Gemeinde Chessy östlich von Paris. Um den Bahnhof herum liegt das Disneyland Paris (Eurodisney), und der Bahnhof direkt am Eingang zu diesem Vergnügungspark.

## Allgemeines

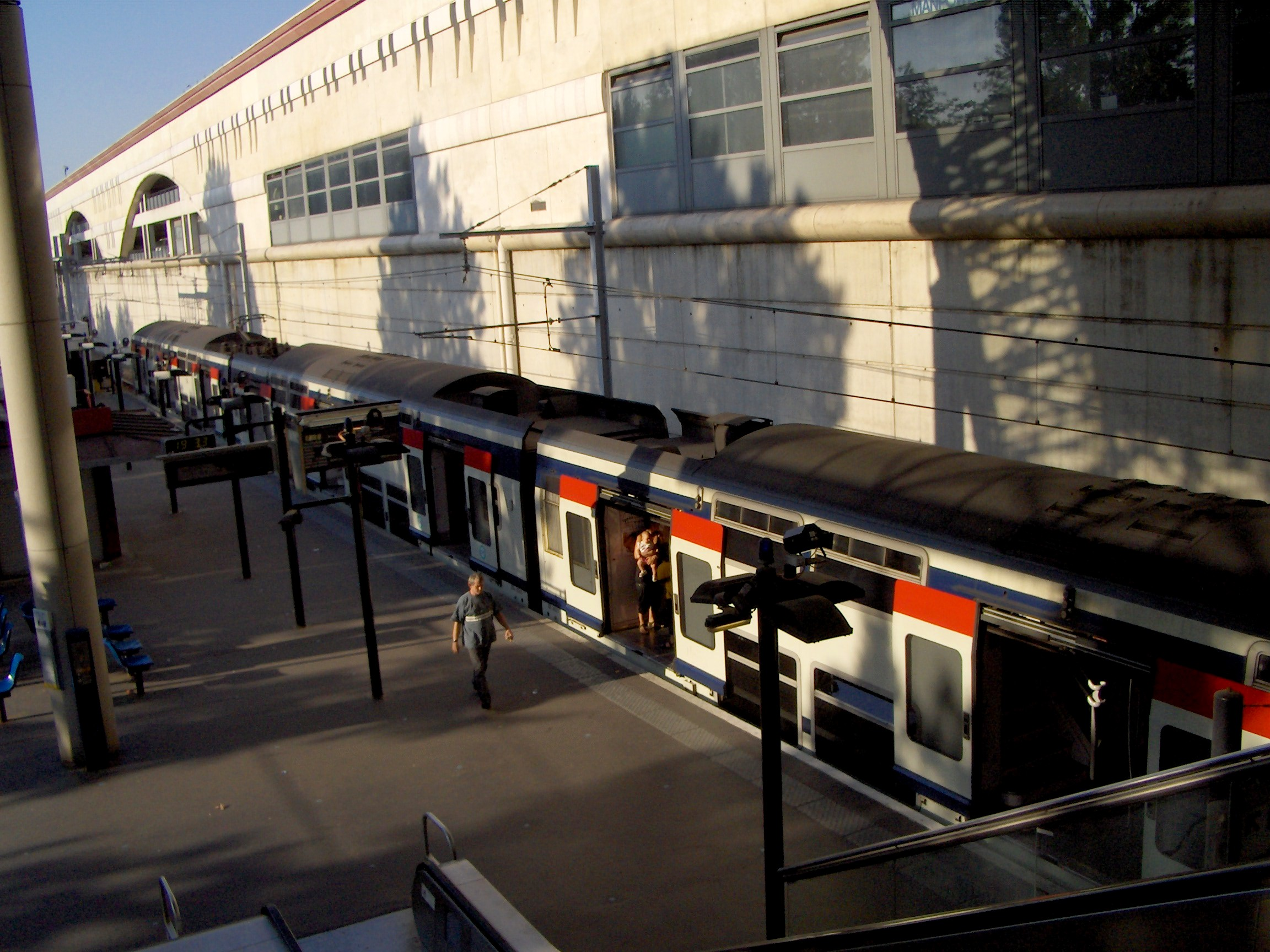
Ein Zug der RER A im Bahnhof

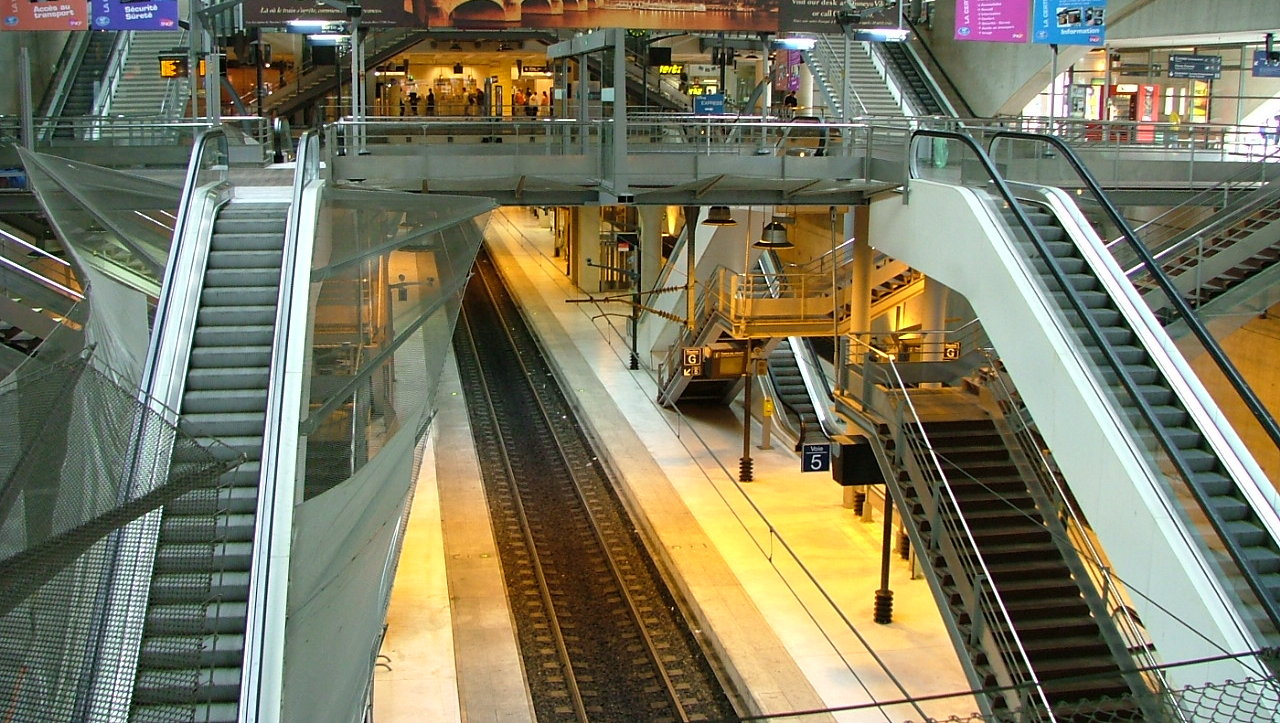
Gleise des Fernbahnhofs, in Bildmitte das Gleis mit den zwei Bahnsteigkanten. Links und Rechts (außerhalb des Bildes) befinden sich die zwei anderen Bahnsteiggleise

Der Bahnhof ist ein Nebeneinander von zwei Bahnhöfen: einmal dem Endbahnhof des Zweiges A4 der Linie A des Réseau express régional d’Île-de-France (RER) und zum anderen einem Durchgangsbahnhof an der LGV Interconnexion Est für Hochgeschwindigkeitszüge, die auf ihrem Weg zwischen Nord- und Südfrankreich die Kopfbahnhöfe von Paris umgehen. Diese Bahnstrecke durchquert den Kreis um das Disneyland von der 12-Uhr-Position zur 7-Uhr-Position. Der Bahnhof der RER gehört der RATP, der andere der SNCF.
Der Regionalbahnhof hat zwei Gleise an einem Mittelbahnsteig. Die Bahnstrecke der RER kommt von Südwesten; der vorhergehende Bahnhof ist Val d’Europe. Nördlich des Bahnhofs ist eine Wendeanlage und eine viergleisige Abstellanlage für die Züge. Ein Teil des Bahnsteigs ist nicht überdacht.
Parallel dazu liegen östlich fünf Gleise des TGV, welche vollständig überbaut sind. Davon sind die zwei außenliegende Gleise für die durchfahrenden Züge gedacht, die drei Bahnsteiggleise, wovon eins über zwei Bahnsteigkanten verfügt, stehen für die haltenden Züge zur Verfügung. Über dem Bahnhof befindet sich das Bahnhofsgebäude und ein Parkplatz.
Der Regionalbahnhof wurde wie auch der Vergnügungspark Eurodisney im Jahre 1992 eröffnet. Der Fernbahnhof wurde im Jahre 1994 mit der Inbetriebnahme der LGV Interconnexion Est eröffnet.

## Betrieb
Die in Marne-la-Vallée – Chessy endenden bzw. beginnenden RER-Züge verkehren von und nach La Défense, Poissy, Rueil-Malmaison oder Cergy-le-Haut, mit Halten auf der innerparisischen Stammstrecke unter anderem in Nation, Gare de Lyon, Bahnhof Châtelet – Les Halles, Auber, und Charles-de-Gaulle – Étoile.
Die nächsten Halte für den TGV sind in Richtung Norden, d. h. auf dem Weg nach Lille, London, Brüssel, Antwerpen, Rotterdam oder Amsterdam, der TGV-Bahnhof im Flughafen Roissy (CDG), in Richtung Osten, d. h. auf dem Weg nach Straßburg, der Bahnhof Champagne-Ardenne TGV bei Reims, in Richtung Süden auf dem Weg nach Lyon und dem Mittelmeer oder den Alpen, der Bahnhof Le Creusot TGV, und in Richtung Westen, d. h. nach Bordeaux, Rennes oder Nantes, der Bahnhof Massy TGV. Einmal täglich verkehrte ein Zugpaar des Eurostar nach bzw. von London, wurde jedoch eingestellt.
Täglich benutzen mehr als 11.000 Fahrgäste den Regionalbahnhof und mehr als 5000 den Fernbahnhof.